# 脇田巧一
脇田 巧一（わきた こういち、嘉永3年（1850年） - 明治11年（1878年）7月27日）は日本の武士（加賀藩士）、教育者。明治維新後の族籍は石川県士族。脇田直賢の末裔。
嘉永3年（1850年）、加賀藩士・脇田八兵衛の四子として生まれる。
明治6年（1873年）頃、石川県変則中学の監正となる。生徒・松田克之（のちに紀尾井坂の変の際、朝野新聞に斬奸状を郵送し逮捕された人物）と県庁に民選議員設立を建言したが却下され、辞職。翌年、鹿児島から石川に帰郷した長連豪と親交し、西郷隆盛・桐野利秋らの人柄を聞き信奉するようになる。西南戦争で西郷が死ぬと、島田一郎らと大久保利通の暗殺を計画し明治11年（1878年）5月14日、東京・紀尾井町の清水谷付近にて大久保を暗殺した（「紀尾井坂の変」とも呼ばれるが暗殺現場は紀尾井坂ではない）。
事件後すぐさま宮内省に自首し、同年7月27日午前10時頃に死刑を宣告されると同日午前11時半に市ヶ谷監獄にて他の5人と共に斬罪に処せられた。享年29。明治22年（1889年）に大赦された。墓は谷中霊園にある。